# Allabschluss
Als Allabschluss bezeichnet man eine syntaktische Operation in der Prädikatenlogik, durch welche für alle sogenannten freien Variablen einer Formel F eine Allquantifizierung, d. h. eine Quantifizierung mittels des Allquantors ∀ vorgenommen wird. Formal:
- Der Allabschluss ∀(F) einer Formel F lautet

1. F, falls F geschlossen ist (d. h. nicht über freie Variablen verfügt)
2. ∀x1...xn F falls x1,...,xn freie Variablen in F sind.

Der Allabschluss kann auch für Formelmengen definiert werden:
- Sei S eine Menge von Formeln. Dann ist der Allabschluss ∀S die Menge ∀S := {∀(F) | F∈S}.

Die zum Allabschluss analoge Operation mit dem Existenzquantor ∃ heißt Existenzabschluss.

## Äquivalenz und Allgemeingültigkeit des Allabschlusses
Der Allabschluss ist im Allgemeinen nicht logisch äquivalent zur Ursprungsformel, d. h.
- F {\displaystyle \equiv } ∀(F) gilt nicht für alle F.

Er bewahrt jedoch die Allgemeingültigkeit einer Formel, d. h.
- Wenn F allgemeingültig, dann ist auch ∀(F) allgemeingültig.